# Sant Pere de Sureda
Sant Pere de Sureda és una antiga església, actualment desapareguda, de la comuna nord-catalana de les Cluses, a la comarca del Vallespir.
Era al nord-oest del terme comunal, a la zona on ara es dreça el veïnat de la Clusa d'Avall, o de Baix. El lloc no ha estat del tot exactament localitzat, tot i que era a l'esquerra de la Roma.
L'església està documentada des dels entorns del 1300, i posteriorment apareix documentada diversos cops al llarg dels segles xiv i xv. El darrer document que en parla és del 1552. Depenia eclesiàsticament de Santa Maria de la Clusa.